# 沙拉托乡
沙拉托乡，是中华人民共和国云南省红河哈尼族彝族自治州元阳县下辖的一个乡镇级行政单位。

## 行政区划
沙拉托乡下辖以下地区：
富寨村、漫江河村、草果洞村、阿嘎村、牛倮村、坡头村和小窝中村。